# كلية جيهانزب
كلية جيهانزب (بالإنجليزية: Jahanzeb College)‏ هو معهد مُتخصص بالتعليم العالي في مدينة سيدو شريف في وادي سوات في باكستان تأسست عام 1952. وتُعتبر من أفضل معاهد التعليم العالي في وادي سوات. تُدرس الجامعة العلوم والآداب للطلاب، وهي تابعة لجامعة سوات. الكلية مبنية على شكل حرف "E" كرمزًا للتعليم.